# Heidhof (Dömitz)
Heidhof ist ein Ortsteil der Stadt Dömitz im Amt Dömitz-Malliß im Landkreis Ludwigslust-Parchim in Mecklenburg-Vorpommern. 

## Geografie und Verkehrsanbindung
Das Dorf Heidhof liegt nordwestlich der Kernstadt Dömitz an der Landesstraße L 4. Südlich verlaufen die B 191 und die B 195. Südlich fließen die kanalisierte Löcknitz und die Elbe. Unweit westlich verläuft die Landesgrenze zu Niedersachsen.

## Sehenswürdigkeiten
In der Liste der Baudenkmale in Dömitz sind für Heidhof vier Baudenkmale aufgeführt: zwei Hallenhäuser, ein Gasthof und ein Soldatengrab.